# 巡道街
巡道街是中華人民共和國上海市黃浦區一條南北走向道路，道路北起復興東路，南至喬家路。巡道街得名于巡道衙门。道路全长486米，宽2.2至10.7米，沥青路面。

## 歷史
當地原本名為瞿家灣，又叫水仙宮前街。
雍正七年（1729年）首任上海道台王澄慧到上海后就购入上海縣城东门内的民地14亩修建巡道衙门，衙门南门門前的路被叫作「巡道前街」或「道前街」,衙门西侧的路被叫作「巡道西街」以及「巡道街」。